# ميناء حيفا

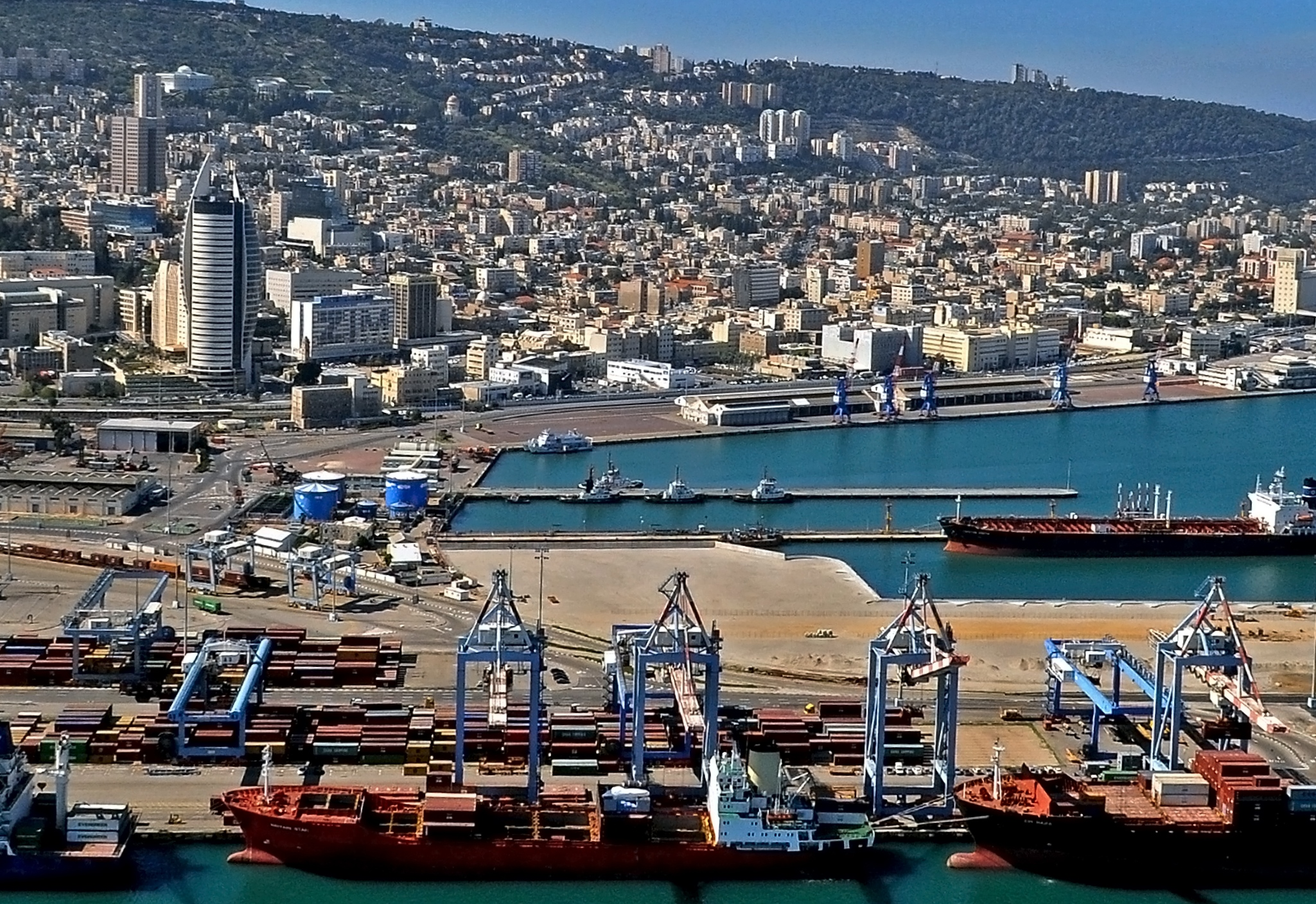
ميناء حيفا، يُعتبر أحد أهم موانئ شرق البحر المتوسط.

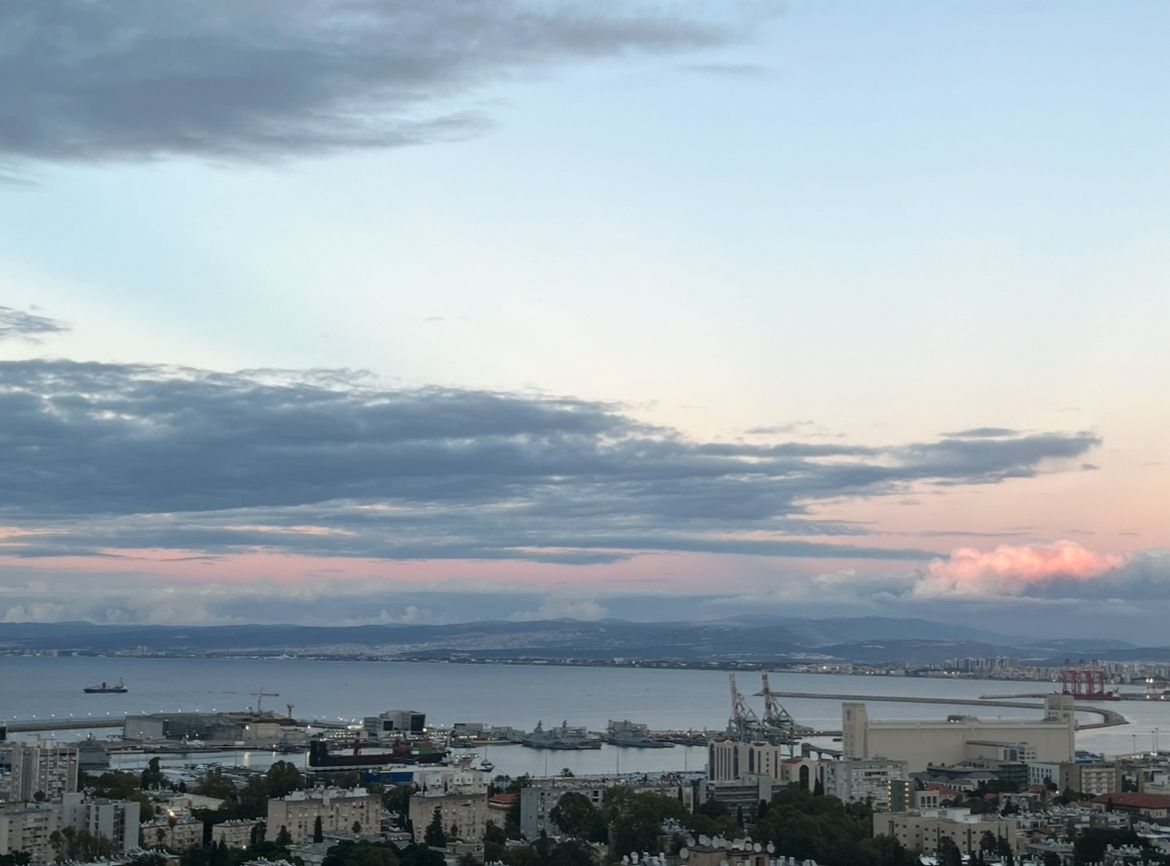
ميناء حيفا- 2025

ميناء حيفا يُعتبر ميناء حيفا منذ القدم، أهم موانئ فلسطين التاريخية. وهو اليوم أكبر موانئ إسرائيل الدولية الثلاث الرئيسية، والتي تشمل ميناء أشدود، وميناء إيلات. وهو ميناء طبيعي ذو مياه عميقة، ويعمل على مدار السنة، ويخدم كل من الركاب والسفن التجارية. إنه واحد من أكبر الموانئ في شرق البحر المتوسط من حيث حجم الشحن ويتعامل مع أكثر من 22 مليون طن من البضائع سنوياً. يعمل في الميناء اليوم أكثر من 1000 شخص، مع العدد المتزايد إلى 5000 عندما ترسو السفن في حيفا. يقع ميناء حيفا في الجزء الشمالي من وسط مدينة حيفا على البحر المتوسط ويمتد إلى نحو 3 كيلومترات على طول الشاطئ وسط المدينة، مع الأنشطة التي تتراوح بين العسكرية والصناعية والتجارية.

## وصلات خارجية
- الموقع الرسمي